# Abagrotis bimarginalis
Abagrotis bimarginalis är en fjärilsart som beskrevs av Augustus Radcliffe Grote 1883. Abagrotis bimarginalis ingår i släktet Abagrotis och familjen nattflyn. Inga underarter finns listade i Catalogue of Life.